# Begonia asteropyrifolia
Espèce
Begonia asteropyrifolia est une espèce de plantes de la famille des Begoniaceae.
Elle a été décrite en 2005 par Yu Min Shui et Wen Hong Chen.